# Жизнь — игра
«Жизнь — игра» (фр. La vie est un jeu)— французский кинофильм с Луи де Фюнесом. Фильм снят в 1951 году режиссёром Раймондом Лебурсьером. Премьера фильма состоялась 3 июня 1951 года во Франции.

## Сюжет
Эванелла, ведущая рубрики «Гороскоп» в одной крупной газете, и её брат Меристо при помощи молодого журналиста Жана Лассера и капитала своего дяди Амедея открывают «Бюро предсказаний». Успех не заставил себя ждать: вскоре им удаётся разоблачить банду гангстеров. Она становятся известны и богаты, после чего Жан женится на дочери директора газеты, а Эванелла выходит замуж за самого директора.

## В ролях
- Анри Реллис — Меристо, брат Эванеллы, журналист
- Жаклин Делюбэк — Эванелла, сестра Меристо, журналистка
- Джимми Гэллард — Жан Лассэр, молодой журналист
- Феликс Ударт — Амеде, дядя Меристо и Эванеллы
- Жан Мартинелли — директор газеты
- Жизель Франсуаз — дочь директора
- Луи де Фюнес — вор